# Гранит (предприятие, Рязань)
АО Рязанское производственно-техническое предприятие «Гранит» (АО РПТП «Гранит») — советское и российское военно-промышленное предприятие в Рязани, выполняющее работы по монтажу, стыковке, вводу в эксплуатацию, доработкам и техническому обслуживанию сложных образцов вооружения и военной техники на местах дислокации и на полигонах Министерства обороны России.

## История
Основано в 1976 году как дочернее предприятие, филиал № 3 московского ГПТП «Гранит», но уже в следующем году отделено в самостоятельное, хоть и в составе производственного объединения «Гранит». В 1970—1980-е годы предприятие проводило стыковочно-наладочные работы по таким ЗРК, как С-75, С-125, С-200, С-300П, С-300В, «Куб», «Круг», ЗРПК «Тунгуска», вводило их в эксплуатацию, в том числе за рубежом. При этом предприятие оказывало помощь войскам в эксплуатации ЗРК и их ремонте.
В 2002 году РПТП «Гранит» вошло в состав Концерна ПВО «Алмаз-Антей» наряду с 45 другими предприятиями.
Кроме выполнения работ военной тематики предприятие осуществляет монтаж и настройку систем видеонаблюдения, охранно-пожарной сигнализации, магистральных линий связи и локальных сетей.
Генеральный директор — Г. В. Светлов, заместитель генерального директора — главный инженер — В. В. Шумилкин.
23 февраля 2024 года предприятие включено в санкционный список стран Евросоюза
Руководители предприятия
1. Лобанкин, Герман Александрович (1976—1979)
2. Личагин, Юрий Сергеевич (1979—1992)
3. Шевченко, Виктор Фёдорович (1992—2008)
4. Кононов, Вячеслав Александрович (2008—2015)
5. Светлов, Геннадий Валентинович (с 2016)